# Генеральный секретарь ЦК КПСС
Генера́льный секрета́рь Центрального комитета Коммунистической партии Советского Союза (ЦК КПСС) (разг. — генсек ЦК КПСС) — высшая должность в Коммунистической партии Советского Союза.
Предшествующие аналогичные номенклатурные должности:
- в Российской коммунистической партии (большевиков) (1918—1925):
  - 1922—1925 — Генеральный секретарь ЦК РКП(б)
- во Всесоюзной коммунистической партии (большевиков) (1925—1952):
  - 1925—1934 — Генеральный секретарь ЦК ВКП(б)
- в Коммунистической партии Советского Союза (1952—1991):
  - 1953—1966 — Первый секретарь ЦК КПСС
  - 1966—1991 — Генеральный секретарь ЦК КПСС

Предполагается, что должность генерального секретаря была учреждена 3 апреля 1922 года Пленумом ЦК РКП(б), избранным XI съездом РКП(б), в качестве аппаратной должности в Секретариате ЦК КПСС; однако в устав партии соответствующая поправка внесена не была.
Первым партийным деятелем, занявшим эту должность официально, стал Иосиф Виссарионович Сталин. Неофициально «генеральным секретарём» называли также Николая Николаевича Крестинского, когда он в 1919—1921 годах из троих секретарей ЦК был единственным членом Политбюро. При выборах Секретариата на пленумах Центрального комитета партии в период с 1934 по 1953 год должность генсека не упоминалась, оставаясь неуставной до самой смерти Сталина, хотя иногда им использовалась.
В сентябре 1953 года на пленуме ЦК КПСС вместо должности Генерального секретаря была введена должность Первого секретаря ЦК КПСС, которая в 1966 году на XXIII съезде КПСС была вновь переименована в должность Генерального секретаря ЦК КПСС и официально закреплена в уставе Коммунистической партии.

## Иосиф Виссарионович Сталин (апрель 1922 — март 1953)

### Пост Генерального секретаря и победа Сталина в борьбе за власть (1922—1934)
На Пленуме ЦК РКП(б) 3 апреля 1922 года Сталин был избран в Политбюро и Оргбюро ЦК РКП(б), а также Генеральным секретарём ЦК РКП(б). Первоначально эта должность означала лишь руководство аппаратом партии, а в качестве лидера партии и правительства всеми продолжал восприниматься Председатель СНК РСФСР Ленин.
Личный секретарь Сталина Борис Бажанов утверждал, что предложение об учреждении поста генерального секретаря и назначении на него Сталина было сделано Григорием Зиновьевым и Львом Каменевым по согласованию с Лениным.
Первоначально эта должность означала лишь руководство аппаратом партии (пункт 32 Устава гласил: «Центральный комитет организует: для политической работы — Политическое бюро, для общего руководства организационной работой — Организационное бюро и для текущей работы организационного и исполнительного характера — Секретариат»), тогда как пост лидера партии формально (по Уставу) отсутствовал, фактически же им был Председатель Совета народных комиссаров Ленин.
Ленин ценил организаторские способности Сталина, но деспотическая манера его поведения («Сталин, сделавшись генсеком, сосредоточил в своих руках необъятную власть, и я не уверен, сумеет ли он всегда достаточно осторожно пользоваться этой властью») заставила Ленина в «Письме к съезду» написать, что Сталин «слишком груб» и этот недостаток является «нетерпимым в должности генсека». Письмо Ленин адресовал XII съезду РКП(б), но новый приступ болезни не позволил ему сделать соответствующие распоряжения.
Сталин, Зиновьев и Каменев организовали триумвират, основанный на противодействии Троцкому.
Перед началом XIII съезда (состоялся в мае 1924 года) вдова Ленина Надежда Крупская передала «Письмо к съезду». Оно было оглашено на заседании Совета старейшин. Сталин на этом заседании впервые заявил об отставке. В связи с этим письмом сам Сталин несколько раз ставил перед пленумом ЦК вопрос о своей отставке. Каменев предложил зачитать «Письмо» по делегациям и таким образом избежать его открытого обсуждения. Большинство высказалось за оставление Сталина на посту генсека, против были только сторонники оппозиции.
После смерти Ленина Лев Троцкий мог претендовать на роль первого лица в партии и государстве, но был оттеснён от руководства «тройкой» в лице Зиновьева, Каменева и Сталина. В декабре 1925 года на XIV съезде ВКП(б) в результате раскола в Политбюро и образования «новой оппозиции» Сталин впервые выступил с политическим отчётом ЦК, — до своей болезни с этим отчётом всегда выступал Ленин, а на XII и XIII съездах — Зиновьев (на XIV съезде он выступал как содокладчик от ленинградской делегации). Знаменательно, что уже тогда Сталин был назван в выступлении своего верного друга К. Е. Ворошилова «главным членом Политбюро», который «в разрешении вопросов принимает наиболее активное участие, и его предложения проходят чаще, чем чьи-либо другие».
27 декабря 1926 года Сталин подавал заявление об отставке с поста Генерального секретаря: «Прошу освободить меня от поста Генерального секретаря ЦК. Заявляю, что не могу больше работать на этом посту, не в силах больше работать на этом посту». Отставка не была принята.
Сталин в официальных документах обычно не подписывался полным наименованием должности. Он подписывался как «секретарь ЦК» и к нему обращались как к секретарю ЦК. Когда вышел Энциклопедический справочник «Деятели СССР и революционные движения России» (подготовленный в 1925—1926 годах), то там, в статье «Сталин», представили Сталина так: «с 1922 года Сталин — один из секретарей ЦК партии, в каковой должности остаётся он и теперь», то есть нет ни слова о посте генсека. Поскольку автором статьи был личный секретарь Сталина И. П. Товстуха, значит, таково было желание Сталина. Та же информация изложена и в первом издании «Большой Советской Энциклопедии» (том 52 вышел в 1947 году). Во втором издании БСЭ (том 40 вышел в 1957 году — то есть уже после XX съезда) даётся такая информация: «3 апреля 1922 года Пленум ЦК избрал И. В. Сталина генеральным секретарём ЦК. В 1952 году Пленум избрал И. В. Сталина членом Президиума ЦК и секретарём ЦК». В «Советской исторической энциклопедии» был дан такой текст: «… на пленуме ЦК … 3 апр. 1922 избран Генеральным секретарём ЦК и работал на этом посту более тридцати лет» (том 13 вышел в 1971 году — то есть при Брежневе). Та же информация изложена и в третьем издании БСЭ (том 24 вышел в 1976 году).
К концу 1920-х годов Сталин сосредоточил в своих руках столь значительную личную власть, что должность стала ассоциироваться с высшим постом в партийном руководстве, хотя Устав ВКП(б) не предусматривал её существование (пункты 24—26 Устава 1926 года, пункты 32—34 Устава 1934 года).
Когда Вячеслава Молотова назначили в 1930 году Председателем Совнаркома СССР, он обратился с просьбой освободить его от обязанностей секретаря ЦК. Сталин согласился, и обязанности второго секретаря ЦК стал выполнять Лазарь Каганович. Он замещал Сталина в Центральном Комитете.

### Сталин — полновластный правитель СССР (1934—1951)

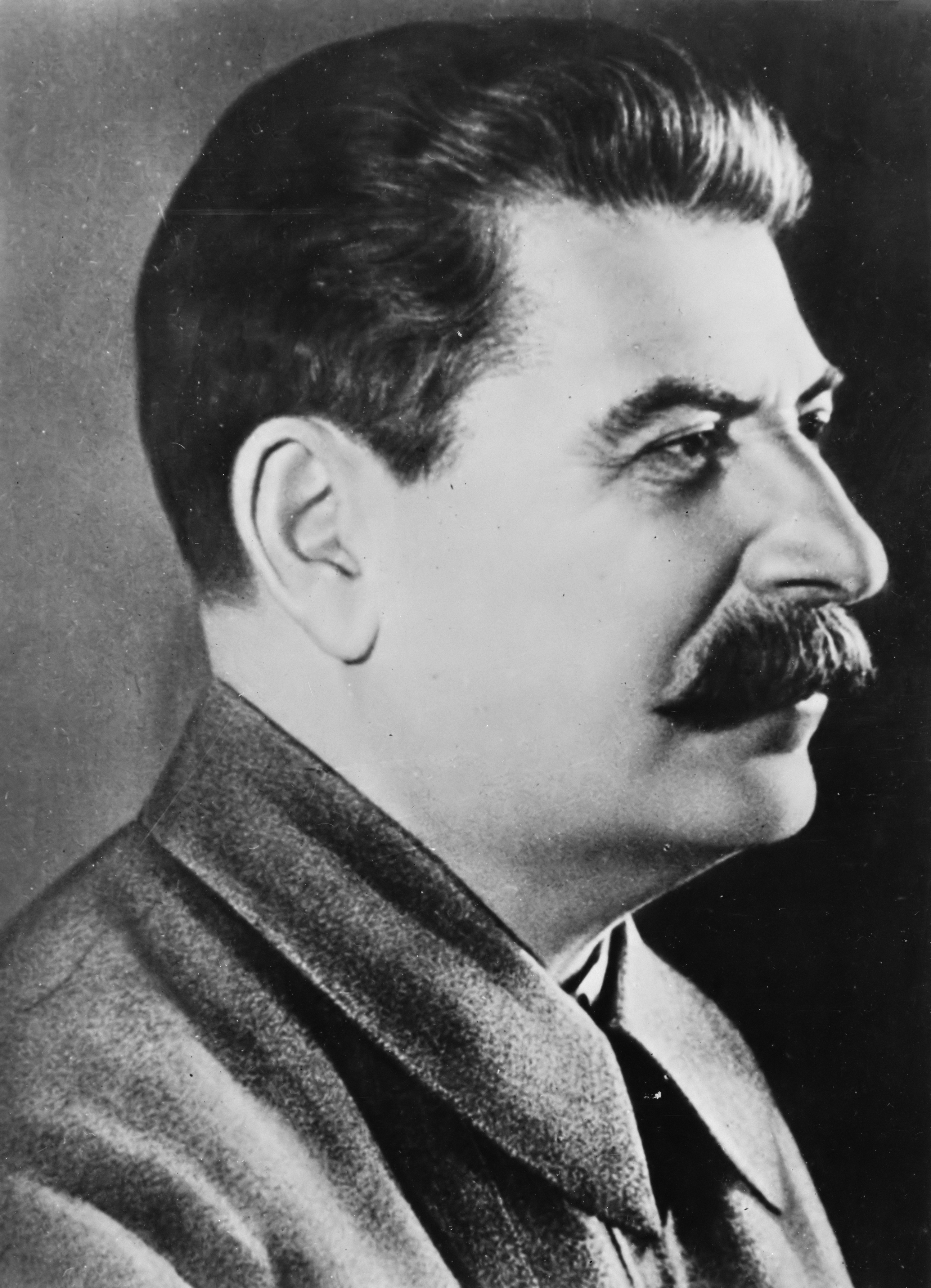
И. Сталин в 1942 году

По данным Р. Медведева, в январе 1934 года на XVII съезде образовался нелегальный блок, в основном из секретарей обкомов и ЦК нацкомпартий. Выдвигались предложения переместить Сталина на пост председателя Совета народных комиссаров или ЦИК, а на пост генсека ЦК избрать С. М. Кирова. Группа делегатов съезда беседовала на этот счёт с Кировым, но он решительно отказался, а без его согласия весь план становился нереальным.
При всей важности Ленинграда и Ленинградской области их руководитель Киров никогда не являлся вторым человеком в СССР. Положение второго по значению лица в стране занимал председатель Совнаркома Молотов. На пленуме после съезда Киров, как и Сталин, был избран секретарём ЦК. Спустя 10 месяцев Киров погиб в здании Смольного от выстрела бывшего партийного работника. Убийство Кирова, соратника и ближайшего друга Сталина, привело к началу массового террора, который достиг апогея в 1937—1938 годах.
Именно XVII съезд закрепил фактическое сосредоточение власти в руках группы лиц во главе со Сталиным. По предложению Сталина (озвученном в отчётном докладе), съезд утвердил кардинальную перестройку системы партийно-государственного контроля. Отныне единый партийно-правительственный орган контроля разделялся на чисто правительственную Комиссию советского контроля и Комиссию партийного контроля. Последняя должна была избираться съездом, но в своей деятельности отчитывалась перед Центральным Комитетом ВКП(б). Говоря о плане перестройки, Сталин подчеркнул, что контроль, как партийный, так и государственный, означает централизованную проверку исполнения политических решений. «Нам нужна теперь не инспекция, а проверка исполнения решений центра». Что касается Комиссии партийного контроля, то она должна была выполнять поручения ЦК, а её работники на местах могли теперь действовать независимо от местных органов. Комиссия была уполномочена привлекать к ответственности даже членов ЦК, при этом её руководитель сам должен был являться членом ЦК. Сам Сталин был категорически против предложения обсудить данные изменения на пленуме Центральной контрольной комиссии, в силу чего трений по этому проекту не возникло. Ничего в своём докладе Сталин не сказал и о возможности апелляций на решения Комиссии партийного контроля (поэтому в резолюции съезда данный вопрос не упоминался).
С 1934 года упоминание о должности Генерального секретаря вообще исчезло из документов. На Пленумах ЦК, состоявшихся после XVII, XVIII и XIX съездов партии, Сталин избирался секретарём ЦК, фактически выполняя функции Генерального секретаря ЦК партии. После XVII съезда ВКП(б), состоявшегося в 1934 году, ЦК ВКП(б) избрал Секретариат ЦК ВКП(б) в составе Жданова, Кагановича, Кирова и Сталина. Сталин, как председательствующий на заседаниях Политбюро и Секретариата, сохранил за собой общее руководство, то есть право утверждать ту или иную повестку дня и определять степень готовности выносимых на рассмотрение проектов решений.
Сталин продолжал в официальных документах, подписываться как «секретарь ЦК», а к нему продолжали обращаться как секретарю ЦК. 
Последующие обновления Секретариата ЦК ВКП(б) в 1939 и 1946 гг. также проводились с избранием формально равноправных секретарей ЦК. Устав КПСС, принятый в октябре 1952 года на XIX съезде КПСС, не содержал никакого упоминания о существовании должности «генерального секретаря».
В мае 1941 года в связи с назначением Сталина Председателем Совнаркома СССР Политбюро приняло постановление, в котором Андрей Жданов официально был назван заместителем Сталина по партии: «Ввиду того, что тов. Сталин, оставаясь по настоянию Политбюро ЦК Первым секретарём ЦК ВКП(б), не сможет уделять достаточного времени работе по Секретариату ЦК, назначить тов. Жданова А. А. заместителем тов. Сталина по Секретариату ЦК».
Официального статуса заместителя вождя по партии не были удостоены ранее фактически выполнявшие эту роль Вячеслав Молотов и Лазарь Каганович.
Борьба среди руководителей страны обострялась по мере того, как Сталин все чаще ставил вопрос о том, что на случай его смерти ему надо подбирать преемников в руководстве партией и правительством. Молотов вспоминал: «После войны Сталин собирался уходить на пенсию и за столом сказал: „Пусть Вячеслав теперь поработает. Он помоложе“».
Долгое время в Молотове видели возможного преемника Сталина, но позже Сталин, который считал первым постом в СССР должность главы правительства, в частных беседах высказывал предположение о том, что он видит в качестве своего преемника по государственной линии Николая Вознесенского.
Продолжая видеть в Вознесенском своего преемника по руководству правительства страны, Сталин стал подыскивать другого кандидата на пост руководителя партии. Микоян вспоминал: «Кажется, это был 1948 год. Как-то Сталин показав на 43-летнего Алексея Кузнецова, сказал, что будущие руководители должны быть молодыми, и вообще, вот такой человек может когда-нибудь стать его преемником по руководству партией и ЦК».
К этому времени в руководстве страны сложились две динамичные соперничавшие группировки.
Далее события повернулись трагически. В августе 1948 года скоропостижно умирает лидер «ленинградской группы» А. А. Жданов. Почти год спустя в 1949 году Вознесенский и Кузнецов стали ключевыми фигурами в «Ленинградском деле». Они были приговорены к смертной казни и расстреляны 1 октября 1950 года.

### Последние годы правления Сталина (1951—1953)
Так как здоровье Сталина было запретной темой, то источником для версий о его болезнях служили лишь различные слухи. Состояние здоровья стало сказываться на его работоспособности. Многие документы оставались подолгу не подписанными. Он был Председателем Совета Министров, а на заседаниях Совета министров председательствовал не он, а Николай Вознесенский (до снятия со всех постов в 1949 году). После Вознесенского — Георгий Маленков. По данным историка Юрия Жукова, спад работоспособности у Сталина начался в феврале 1950 года и достиг нижнего предела, стабилизировавшись в мае 1951 года.
По мере того как Сталин стал уставать от каждодневных дел и деловые бумаги подолгу оставались неподписанными, в феврале 1951 года было принято решение о том, что право подписи за Сталина имеют три руководителя — Маленков, Берия и Булганин, и они пользовались его факсимиле[копивио].
Георгий Маленков руководил подготовкой XIX съезда ВКП(б), который состоялся в октябре 1952 года. На съезде Маленкову было поручено выступить с Отчётным докладом ЦК, что было признаком особого доверия Сталина. Георгий Маленков рассматривался как наиболее вероятный его преемник.
В последний день съезда, 14 октября, Сталин выступил с краткой речью. Это было последнее открытое публичное выступление Сталина.
Процедура избрания руководящих органов партии на Пленуме ЦК 16 октября 1952 года была довольно специфичной. Сталин, вынув из кармана своего френча бумажку, произнёс: «В Президиум ЦК КПСС можно было бы избрать, например, таких товарищей — товарища Сталина, товарища Андрианова, товарища Аристова, товарища Берию, товарища Булганина…» и далее по алфавиту ещё 20 фамилий, в том числе назвал имена Молотова и Микояна, к которым он в своей речи только что без всяких оснований выразил политическое недоверие. Далее зачитал кандидатов в члены Президиума ЦК КПСС, в том числе назвал имена Брежнева и Косыгина.
Затем Сталин вынул из бокового кармана своего френча другую бумажку и сказал: «Теперь о Секретариате ЦК. Можно было бы избрать секретарями ЦК, например, таких товарищей — товарища Сталина, товарища Аристова, товарища Брежнева, товарища Игнатова, товарища Маленкова, товарища Михайлова, товарища Пегова, товарища Пономаренко, товарища Суслова, товарища Хрущёва».
Всего в состав Президиума и секретариата Сталин предложил 36 человек.
На том же пленуме Сталин пытался сложить с себя партийные обязанности, отказываясь от поста секретаря ЦК, однако под давлением делегатов пленума принял эту должность.

Вдруг с места кто-то громко крикнул: «Надо избрать товарища Сталина Генеральным секретарём ЦК КПСС». Все встали, раздались бурные аплодисменты. Овация продолжалась несколько минут. Мы, сидящие в зале, полагали, что это вполне естественно. Но вот Сталин замахал рукой, призывая всех к тишине, и когда аплодисменты смолкли, неожиданно для членов ЦК сказал: «Нет! Меня освободите от обязанностей Генерального секретаря ЦК КПСС и председателя Совета Министров СССР». После этих слов возник какой-то шок, воцарилась изумительная тишина… Маленков быстро спустился к трибуне и произнёс: «Товарищи! Мы должны все единогласно и единодушно просить товарища Сталина, нашего вождя и учителя, быть и впредь Генеральным секретарём ЦК КПСС». Последовали вновь гром аплодисментов и овация. Тогда Сталин прошёл к трибуне и сказал: «На Пленуме ЦК не нужны аплодисменты. Нужно решать вопросы без эмоций, по-деловому. А я прошу освободить меня от обязанностей Генерального секретаря ЦК КПСС и председателя Совета Министров СССР. Я уже стар. Бумаг не читаю. Изберите себе другого секретаря!». Сидевшие в зале зашумели. Маршал С. К. Тимошенко поднялся из первых рядов и громко заявил: «Товарищ Сталин, народ не поймёт этого! Мы все как один избираем вас своим руководителем — Генеральным секретарём ЦК КПСС. Другого решения быть не может». Все, стоя, горячо аплодируя, поддержали т. Тимошенко. Сталин долго стоял и смотрел в зал, потом махнул рукой и сел.
— Из воспоминании  Леонида Ефремова «Дорогами борьбы и труда» (1998 г.)

Когда встал вопрос о формировании руководящих органов партии, Сталин взял слово и стал говорить о том, что ему тяжело быть и премьером правительства, и генеральным секретарем партии: Годы не те; мне тяжело; нет сил; ну, какой это премьер, который не может выступить даже с докладом или отчётом. Сталин говорил это и пытливо всматривался в лица, словно изучал, как будет реагировать Пленум на его слова об отставке. Ни один человек, сидевший в зале, практически не допускал возможности отставки Сталина. И все инстинктом чувствовали, что и Сталин не хочет, чтобы его слова об отставке были приняты к исполнению.
— Из воспоминании  Дмитрия Шепилова «Непримкнувший»
Неожиданно для всех Сталин предложил создать новый, неуставный орган — бюро Президиума ЦК. Оно и должно было выполнять функции прежнего всемогущего Политбюро. В этот верховный партийный орган Сталин предложил не включать Молотова и Микояна. Это и было принято Пленумом, как всегда, единогласно.
Сталин продолжал поиски преемника, но своими намерениями уже ни с кем не делился. Известно, что незадолго до смерти, Сталин рассматривал Пантелеймона Пономаренко, как преемника и продолжателя своего дела. Высокий авторитет Пономаренко проявился на XIX съезде КПСС. Когда он поднялся на трибуну, чтобы произнести речь, делегаты встретили его аплодисментами. Однако Сталин не успел провести через Президиум ЦК опросом назначение Пономаренко на должность Председателя Совета Министров СССР. Документ о назначении не успели подписать лишь Берия, Маленков, Хрущёв и Булганин из 25 членов Президиума ЦК.

### Смерть Сталина (5 марта 1953 года)
По официальной версии, 1 марта 1953 года на даче в Кунцево у Сталина случился апоплексический удар, от которого он умер спустя 4 дня, 5 марта. Лишь в семь утра 2 марта появившиеся на даче в Кунцево врачи начали осмотр умиравшего Сталина. Драгоценное время было упущено, смерть вождя предрешена. Первый бюллетень о болезни Сталина опубликовали 4 марта, где ложно сообщили, что Сталин находится в своей квартире в Кремле, хотя на самом деле удар у него произошёл на даче в Кунцево. 5 марта опубликовали второй бюллетень, из которого было ясно, что положение пациента безнадёжно.
6 марта все газеты оповестили о кончине Председателя Совета Министров Союза ССР и Секретаря Центрального Комитета Коммунистической партии Советского Союза Иосифа Виссарионовича Сталина 5 марта в 21 час 50 минут.

### 5 марта 1953 года — соратники Сталина отправляют вождя в отставку за час до его кончины
После инсульта у Сталина первое заседание бюро Президиума ЦК КПСС провели 2 марта в 12 часов в Кунцево. В напряжённые дни 2, 3, 4, 5 марта проходят новые заседания бюро Президиума ЦК КПСС. Маленков явно брал бразды правления в свои руки.
В конце дня 5 марта прошло ещё одно заседание. Принятое на нём постановление означало: высшие партийные руководители отважились уже на проведение процедуры передачи власти новому руководителю. По предложению Маленкова и Берии решено было провести предстоящим вечером в Кремле совместное заседание Президиума ЦК КПСС, Совета Министров и Президиума Верховного Совета СССР.
В принятом постановлении отмечалось, что «в связи с тяжёлой болезнью товарища Сталина, которая влечёт за собой более или менее длительное неучастие его в руководящей деятельности, считать на время отсутствия товарища Сталина важнейшей задачей партии и правительства обеспечение бесперебойного и правильного руководства всей жизнью страны…».
Совместное заседание было намечено на 8 часов вечера. Лишь в восемь сорок заседание всё-таки открыли. Заседание было скоротечным: оно продолжалось всего десять минут.
Его главный итог — Сталин отправлен в отставку с поста Председателя Совета Министров. Этот пост занял Маленков. Оставить Сталина даже формально в положении высшего правительственного руководителя не пожелали.
Маленков был одним из главных претендентов на наследство Сталина и, договорившись с Хрущёвым, Берией и другими, занял важнейший в СССР пост — Председатель Совета министров. Маленков, Берия и другие считали, что посты в Совете министров гораздо важнее. Это было связано и с тем, что в результате смены политики Сталина, возглавившего в мае 1941 г. Совет народных комиссаров, именно Правительство СССР, а не ЦК партии, в 1940-е — начале 1950-х годов стало фактическим верховным органом государственной власти.
На том же совместном заседании утвердили новый состав Президиума Центрального Комитета КПСС, куда включили умирающего Сталина. Но от обязанностей секретаря ЦК Сталин был освобождён. Тем самым соратники Сталина не позволили вождю умереть не только главой правительства, но и официальным лидером партии.
В конце заседания Хрущёв объявляет совместное заседание закрытым. Через один час после заседания умирает Сталин. Хрущёв в своих воспоминаниях неточен, когда говорит, что распределение «портфелей» произвели после смерти Сталина.
Газеты опубликуют Постановление Совместного заседания Пленума ЦК, СМ СССР и Президиума ВС СССР лишь 7 марта без указания даты, когда заседание проводилось или какого числа постановление было принято. В учебниках истории напишут, что назначение нового руководства страны состоялось 6 марта, из нового состава Президиума ЦК покойник вычеркнут, освобождение Сталина от должностей секретаря ЦК и предсовмина скрыто — то есть официально Сталин остался руководителем партии и страны до самой смерти.

## Борьба за власть после смерти Сталина (март 1953 — сентябрь 1953)
Уже 14 марта Маленков был вынужден отказаться от должности секретаря ЦК, передав Хрущёву контроль над партийным аппаратом. Несмотря на то, что Маленков оставил работу в Секретариате ЦК по решению мартовского Пленума ЦК (14 марта 1953), он получил право председательствовать на заседаниях Президиума ЦК, как в начале двадцатых годов Ленин. Основное соперничество в борьбе за власть Маленков вёл с Хрущёвым. Существовала договорённость: составлять повестку дня заседаний Президиума ЦК вдвоём — Маленкову и Хрущёву.
Маленков перестал делать ставку на союз с Берией. Отказ от этого союза лишил Маленкова мощной поддержки, способствовал возникновению вокруг него политического вакуума и в конечном счёте содействовал утрате им лидерства. Однако и Маленков, и Хрущёв увидели в Берии возможную третью силу в борьбе за власть. По взаимной договорённости Берию решено было устранить.
При фактической власти триумвирата — Маленков, Берия, Хрущёв — последний, пользуясь поддержкой Булганина и Жукова, организовал арест Берии, а позже смог оттеснить Маленкова.
В августе 1953 года многим ещё казалось, что именно Маленков выступает в качестве лидера страны. К примеру, на состоявшейся в начале августа Сессии Верховного Совета СССР он выступил с докладом, который был воспринят как программный.
Прошёл месяц, и ситуация резко изменилась. Соперник Маленкова — Никита Хрущёв — сделал ставку на реализацию установки высших партийных и государственных органов, принятой ещё 5 марта 1953 года на их совместном заседании в Кремле. Согласно этой установке, Хрущёву предписывалось «сосредоточиться на работе в Центральном Комитете КПСС». Вариант такого «сосредоточения» был найден Хрущёвым безошибочно. По инициативе Хрущёва был учреждён пост Первого секретаря ЦК КПСС, который сам он и занял 7 сентября 1953 года.
Полгода, с марта по сентябрь 1953 года, Маленков, заняв пост, принадлежавший Сталину, воспринимался как его непосредственный наследник. Однако Сталин, упразднивший пост Генерального секретаря ЦК партии, не оставил для наследования особой партийной должности и тем самым лишал своих преемников права «автоматически» решать вопрос о лидерстве. Хрущёв же, добившись введения аналогичного по значимости поста, пришёл к искомой цели, возродив сталинскую постановку вопроса: партийный лидер является лидером страны.

## Никита Сергеевич Хрущёв (сентябрь 1953 — октябрь 1964)

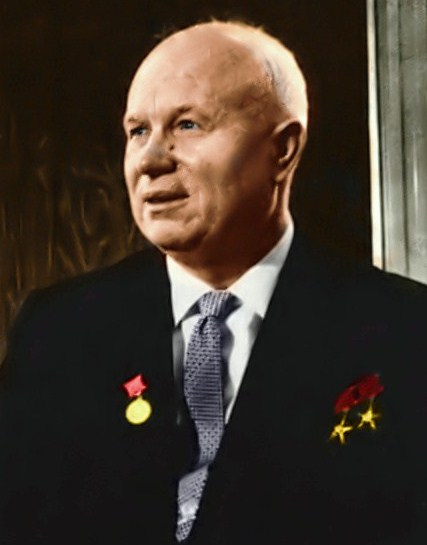
Никита Сергеевич Хрущёв

### Пост Первого секретаря ЦК КПСС
Во время сентябрьского Пленума ЦК, в перерыве между заседаниями пленума, Маленков неожиданно обратился к членам Президиума с предложением избрать на этом же пленуме Хрущёва Первым секретарём ЦК. Это предложение Булганин с энтузиазмом поддержал. Остальные отнеслись к предложению сдержанно. То обстоятельство, что главного руководителя страны Маленкова спровоцировали внести такое предложение, способствовало его поддержке другими членами Президиума. Такое решение и было предложено на пленуме. Буквально в последние минуты работы, без какого-либо обсуждения, мимоходом, единодушно избрали Н. С. Хрущёва первым секретарём партии.
Создание этого поста означало фактическое возрождение поста Генерального секретаря. Пост Первого секретаря, так же как и в двадцатые годы пост Генерального секретаря, не был предусмотрен уставом партии. Учреждение поста Первого секретаря в сентябре 1953 года означало также отказ от принципа коллективного руководства, принятое всего шесть месяцев назад на мартовском Пленуме ЦК.
Получив пост Первого секретаря ЦК, Хрущёв не сразу занял соответствующее своему лидирующему положению место в иерархии государственных структур. Политическая власть оказалась разделённой между Первым секретарём и Председателем Совета Министров СССР, которого поддерживало консервативное крыло коммунистов. А лидера страны мог устраивать, по тогдашним представлениям, пост главы правительства. И Ленин, и Сталин занимали такой пост. Получил его и Хрущёв, но не сразу, а через четыре с половиной года после сентябрьского Пленума 1953 года.
После сентября 1953 года Маленков ещё пытался было делить с Хрущёвым пальму первенства, но это ему не удавалось. Маленков пробыл затем на посту председателя Совета Министров менее полутора лет. Это было время заката его политической карьеры.

### Первая попытка отстранить Хрущёва от власти (июнь 1957)
В июне 1957 была совершена первая попытка сместить Хрущёва группой сталинистов: Маленковым, Молотовым, Кагановичем и другими. На четырёхдневном заседании Президиума ЦК 7 членов Президиума голосовали за освобождение Хрущёва от обязанностей Первого секретаря ЦК. Они обвинили Хрущёва в волюнтаризме и дискредитации партии, после смещения думали его назначить министром сельского хозяйства.
Должность Первого секретаря ЦК КПСС предполагалось упразднить. По мнению Маленкова, на заседаниях Президиума ЦК председательствовать должен был глава Совета Министров, по мнению Сабурова и Первухина — все члены Президиума по очереди. Старая сталинская гвардия рассматривала Вячеслава Молотова в качестве кандидата на пост лидера партии.
18 июня 1957 года — Президиум ЦК КПСС принял решение о смещении Н. С. Хрущёва с поста Первого секретаря ЦК КПСС.
Предсовмин Булганин отдал приказ министру внутренних дел разослать шифрованные телеграммы в обкомы и республиканские ЦК о решении Президиума ЦК, а руководителям ТАСС и Госкомитета радио и телевидения приказал сообщить об этом в средствах массовой информации. Однако они не выполнили эти приказы, так как Хрущёв уже успел принять меры для того, чтобы секретариат ЦК фактически взял контроль над страной в свои руки. Пока шло заседание Президиума ЦК, работники секретариата ЦК стали оповещать верных Хрущёву членов ЦК и собирать их для организации отпора Президиуму, а в это время под предлогом того, что надо собрать всех членов Президиума ЦК, Микоян добился продолжения заседания Президиума на следующий день.
Хрущёв мог использовать против бунтовщиков из Президиума в случае нейтралитета маршала Жукова хорошо вооружённые части КГБ. Если в июне 1953 года Маленков и Хрущёв опасались, что Берия использует против них вооружённых людей из МВД, то теперь Маленков и его союзники могли опасаться, что за Хрущёва вступится председатель КГБ Серов и его люди. Одновременно противоборствующие стороны искали поддержки Жукова. Его положение существенно отличалось от того, какое он занимал в июне 1953 года. Тогда он послушно выполнял команды вышестоящих начальников, какими для него были Булганин и Маленков. Теперь он был кандидатом в члены Президиума ЦК и министром обороны. В ситуации временного двоевластия Жуков ощущал зависимость борющихся групп от него. В конечном счёте Жуков принял сторону Хрущёва.
Перед заседанием Президиума ЦК, вновь продолженого 19 июня, Хрущёв провёл совещание с теми, кто был на его стороне. Жуков сообщил Хрущёву: «Я их арестую, у меня всё готово». Фурцева поддержала Жукова: «Правильно, надо их убрать». Суслов и Мухитдинов были против. Одновременно секретариат организовал тайно от Президиума ЦК вызов членов ЦК, которые находились вне столицы, в Москву. Их доставили в Москву самолётами военно-воздушных сил. К 19 июня в Москве собралось несколько десятков членов и кандидатов в члены ЦК. Действия этих людей координировали Фурцева и Игнатов. Они сформировали делегацию из 20 человек для переговоров с членами Президиума ЦК.
Жуков заявил на заседании Президиума о намерении выступить как руководитель мятежных вооружённых сил страны. Угрозы Жукова, активная помощь других силовых министров, саботаж ТАСС и Гостелерадио, давление членов ЦК — оказывали своё воздействие на членов Президиума. 20 и 21 июня заседание Президиума было продолжено. Дискуссия носила крайне острый характер. К. Е. Ворошилов жаловался, что подобного не было за все время его работы в Политбюро. Не выдержав накала страстей, Брежнев потерял сознание и его вынесли из зала заседаний. Члены ЦК, собравшиеся в Свердловском зале, добились созыва пленума.
22 июня 1957 года открылся пленум ЦК, на котором Суслов, Хрущёв и другие стремились возложить главную вину на троих — Маленкова, Кагановича и Молотова, чтобы не слишком бросалось в глаза то обстоятельство, что против Хрущёва выступило большинство членов Президиума ЦК. Сразу же стало ясно, что оценки докладчика получали поддержку в зале.
Пленум продолжался восемь дней, с 22 по 29 июня. Постановление пленума (опубликовано лишь 4 июля) «Об антипартийной группе Маленкова Г. М., Кагановича Л. М., Молотова В. М.» было принято единогласно, при одном воздержавшемся (В. М. Молотов). На пленуме Молотов, Маленков, Каганович и Шепилов были исключены из состава ЦК. Хрущёв не раз подчёркивал, что все четверо не были арестованы и расстреляны, и в этом он видел собственную заслугу. Он умалчивал, что его оппоненты также не предлагали его арестовывать и даже не собирались исключать из состава Президиума ЦК.
Июньские события 1957 года показали, что судьба высшего партийного руководства страны в значительной степени зависела от позиции руководства вооружённых сил СССР в лице министра обороны Г. К. Жукова. Хрущёв запомнил и часто повторял слова Жукова о том, что без его приказа танки не сдвинутся с места. В разгар июньских политических баталий Жуков бросил фразу в адрес противников Хрущёва, что ему достаточно обратиться к народу — и все его поддержат. Неосторожное высказывание Жукова стало причиной того, что спустя четыре месяца маршал был обвинён в бонапартизме и самовосхвалении и освобождён от должности министра обороны СССР.
В 1958 году положение Хрущёва укрепилось после того, как он стал совмещать должность председателя Совета Министров СССР с постом Первого секретаря ЦК КПСС. Совмещение постов главы правительства и коммунистической партии «покончило с коллегиальностью руководства» и привело к концентрации партийной и государственной исполнительной власти в одних руках.

### Отстранение Хрущёва от власти (октябрь 1964 года)
Побывавший в СССР французский социалист Гастон Деффер уже в марте 1964 г. опубликовал в газете «Меридьёналь» статью, в которой утверждал, что «в ближайшее время неизбежно смещение Хрущёва…»
За первые 9 месяцев 1964 года Хрущёв 150 дней находился за пределами Москвы. Пребывание Хрущёва и его многочисленных помощников вне Москвы лишь облегчало подготовку заговора против него.
Брежнев вёл практическую работу по организации смещения Хрущёва, лично переговорил по этому вопросу с каждым членом и кандидатом в члены Президиума ЦК.
Как свидетельствует В. Семичастный, Брежнев весной 1964 года стал настаивать на физическом устранении Хрущёва. В этом случае можно было бы избежать объяснений причин его отстранения от власти. Эти предложения Брежнев стал высказывать во время поездки Хрущёва в Египет (8-25 мая 1964 г.). Семичастный и Шелепин поняли, что Брежнев и его союзники хотели чужими руками совершить преступление. Бывшие комсомольские руководители разгадали коварство Брежнева и его соучастников. Ведь последние могли свалить убийство Хрущёва на Шелепина и Семичастного, а затем, быстро их устранив, объявить о спасении страны от зловещих заговорщиков, которые убили Хрущёва и готовили убийство других членов Президиума ЦК.
13 октября 1964 года в 16 часов 00 минут в кремлёвском кабинете Первого секретаря началось заседание Президиума ЦК. Заговорщики не повторили ошибки Маленкова, Булганина и других в 1957 году — сейчас участники заговора могли положиться на полную поддержку КГБ, Министерства обороны и значительной части членов ЦК. Геннадий Воронов первым предложил отправить Хрущёва в отставку.
Заседание продолжалось до 8 часов вечера. Главе правительства был выставлен внушительный список обвинений: от развала сельского хозяйства и закупок зерна за границей до опубликования в печати за два года более тысячи его фотографий. На следующий день заседание было продолжено. В своём выступлении А. Косыгин предложил ввести пост второго секретаря. Брежнев, обращаясь к Хрущёву, сказал: «С вами я прошёл с 38-го года. В 57 году боролся за вас. Не могу вступить в сделку со своей совестью… Освободить Хрущёва от занимаемых постов, разделить посты».

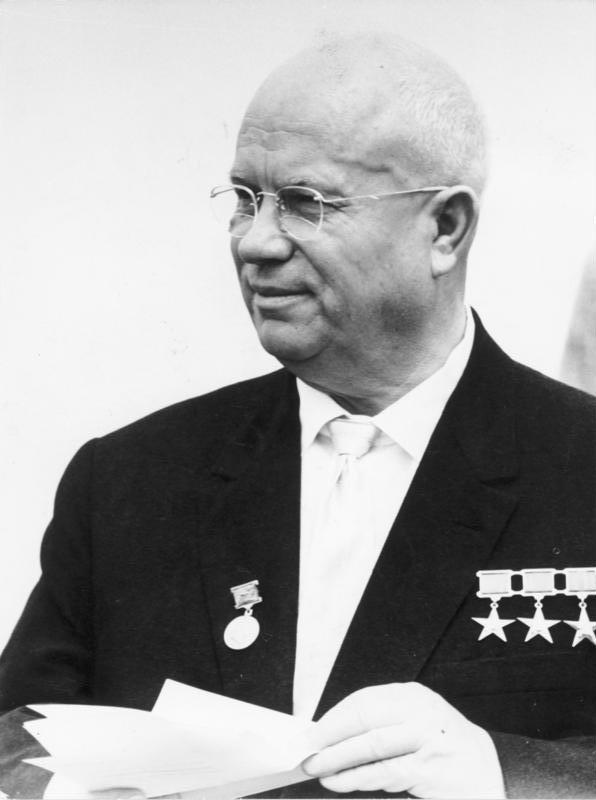
Н. Хрущёв

Под конец заседания выступил Хрущёв. В своей речи он сказал: «Я вместе с вами боролся с антипартийной группой. Вашу честность я ценю… Я пытался не иметь два поста, но ведь эти два поста дали мне вы! …Уходя со сцены, повторяю: бороться с вами не собираюсь… Я сейчас переживаю и радуюсь, так как настал период, когда члены Президиума ЦК начали контролировать деятельность Первого секретаря ЦК и говорить полным голосом… Разве я „культ“? Вы меня кругом обмазали г…, а я говорю: „Правильно“. Разве это культ?! Сегодняшнее заседание Президиума ЦК — это победа партии… Я благодарю вас за предоставляемую мне возможность уйти в отставку. Прошу вас напишите за меня заявление, а я его подпишу. Я готов сделать все во имя интересов партии… Я думал, что, может быть, вы сочтёте возможным учредить какой-либо почётный пост. Но я вас не прошу об этом. Где мне жить, решите сами. Я готов, если надо, уехать куда угодно. Ещё раз спасибо за критику, за совместную работу в течение ряда лет и за вашу готовность дать мне возможность уйти в отставку».
По решению Президиума подготовили заявление от имени Хрущёва с просьбой об отставке. Хрущёв его подписал. Затем Брежнев предложил избрать Николая Подгорного Первым секретарём ЦК КПСС, но тот стал отказываться и предложил на этот пост Леонида Брежнева. Это решение было принято. Было также решено рекомендовать на пост Председателя Совета Министров СССР Алексея Косыгина.
На Пленуме ЦК, состоявшемся вечером 14 октября в Свердловском зале Кремля, Суслов сделал двухчасовой доклад, суммировав обвинения в адрес Хрущёва, выдвинутые на заседании Президиума ЦК. На пленуме звучали требования: «Исключить его из партии!», «Под суд его!» Хрущёв сидел неподвижно, обхватив ладонями лицо. Суслов зачитал заявление Хрущёва с просьбой о своей отставке, а также проект постановления, в котором говорилось, что Хрущёва освобождают от занимаемых им постов по состоянию здоровья. Затем единогласно было принято постановление об отставке Хрущёва.
В отличие от Молотова, Кагановича, Маленкова и других, Хрущёва не исключили из партии.
В составе ЦК он оставался до следующего съезда (1966). Ему оставили многие материальные блага, которыми обладали советские руководители.
Как отмечает историк М. Голубовский, смещение Хрущёва называли «малая октябрьская революция».

## Леонид Ильич Брежнев (1964—1982)

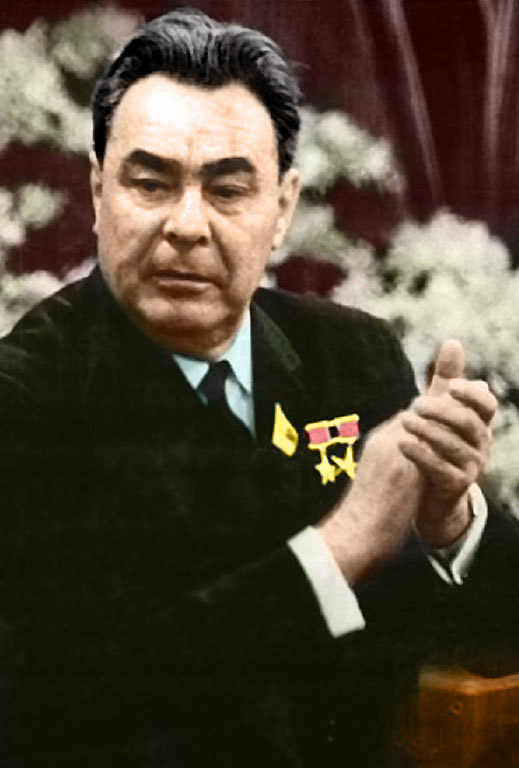
Л. Брежнев

На Пленуме ЦК 14 октября 1964 года Брежнева выбрали Первым секретарём ЦК КПСС. На XXIII съезде КПСС, состоявшемся в 1966 году, были приняты изменения в Уставе КПСС. Должность «генерального секретаря» вписали в Устав, этот пост занял Л. И. Брежнев. Одновременно название «Политбюро ЦК КПСС» сменило существовавший с 1952 года «Президиум ЦК КПСС».
В 1974 году произошло резкое ухудшение здоровья Брежнева, а в 1976 году он перенёс тяжелейший инсульт. Речь стала невнятной из-за проблем с протезированием зубов. Появились склеротические явления, нетвёрдость походки, быстрая утомляемость. Без написанного текста не мог выступать не только в больших аудиториях, но и на заседаниях Политбюро. Брежнев осознавал степень ослабления своих возможностей, мучился таким положением. Дважды ставил вопрос о своём уходе в отставку, но все влиятельные члены Политбюро были против. В апреле 1979 года снова заговорил о своём желании уйти на пенсию, но Политбюро, обсудив вопрос, высказалось за то, чтобы он продолжил работу.
В преддверии XXV съезда партии ближний круг сторонников Брежнева опасался, что, воспользовавшись ухудшением здоровья генерального секретаря, Подгорный может выступить с претензией на пост лидера партии. Хотя на съезде этого не произошло, летом 1977 года здоровый Подгорный всё же был отправлен на пенсию, а его пост Председателя Президиума Верховного Совета занял больной генсек. Впоследствии совмещение этих двух должностей станет традицией, сохранившейся вплоть до распада СССР.
В 1976 году Брежнев в качестве своего преемника видел Григория Романова. Престарелые Суслов и Косыгин готовили его к будущему управлению партией и государством вместо себя. С этой целью Романов был введён в состав Политбюро ЦК в качестве равноправного члена. Однако с избранием в 1979 году 48-летнего Михаила Горбачёва кандидатом в члены Политбюро (с подачи Андропова), а в 1980 году — членом Политбюро, возрастное преимущество 57-летнего Романова померкло.
Колоссальным влиянием на Брежнева обладал Дмитрий Устинов, но на более широкую, в смысле политического влияния, позицию никогда не претендовал.
По некоторым сведениям, Владимир Щербицкий также рассматривался Брежневым в качестве своего преемника на посту Генерального секретаря. Эту версию подтвердил и Гришин, написавший в воспоминаниях, что Брежнев хотел на ближайшем Пленуме ЦК рекомендовать Щербицкого Генеральным секретарём, а сам думал перейти на должность председателя партии. Эту же версию в своих воспоминаниях подтверждает секретарь ЦК КПСС Иван Капитонов.

## Юрий Владимирович Андропов (1982—1984)

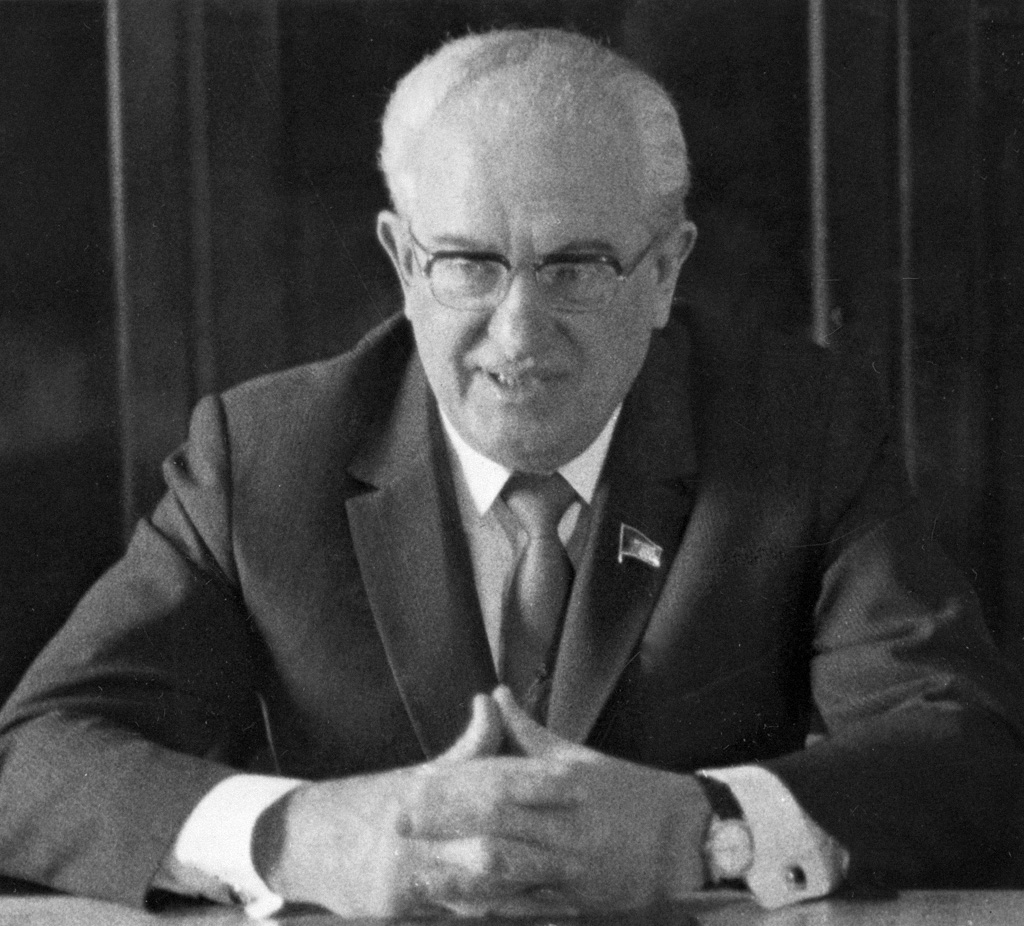
Ю. Андропов

По мере развития болезни Брежнева внешнюю и оборонную политику СССР определял триумвират в составе Устинова, Андропова и Громыко.
Положение секретаря ЦК по идеологии в советские времена традиционно рассматривалось как позиция второго по значимости секретаря и фактически второго лица в высшем руководстве. Этот пост долгие годы при Брежневе занимал Михаил Суслов. После его смерти в январе 1982 года за этот пост в партийном руководстве развернулась борьба. Уже тогда явно обозначилось соперничество между Андроповым и Черненко. В мае 1982 года на этот пост был избран Юрий Андропов. В июле 1982 года Андропов не только де-юре, но и де-факто стал вторым человеком в партии и стал рассматриваться в качестве вероятного преемника Брежнева. Но Брежнев не сделал окончательного выбора относительно своего преемника, в разное время называя то Щербицкого, то Черненко.
10 ноября 1982 года Брежнев умер, и в тот же день, уединившись, триумвират с участием предсовмина Николая Тихонова решил вопрос о Генеральном секретаре. Устинов знал, что ближайший сподвижник Брежнева Константин Черненко имеет большие виды на освободившийся пост генсека. На экстренном заседании Политбюро вечером 10 ноября его кандидатуру на этот пост готовился предложить Тихонов. Чтобы «нейтрализовать» возможную инициативу Тихонова, Устинов попросил самого Черненко выступить с предложением о кандидатуре Андропова на пост Генерального секретаря. Черненко пришёл к выводу, что за инициативой Устинова скрываются договорённости, противостоять которым он едва ли сумеет, и выразил своё согласие. Вопрос был решён. Пленум ЦК КПСС утвердил Андропова в этой должности.
1 сентября 1983 года Андропов вёл последнее в своей жизни заседание Политбюро. Выглядел крайне плохо. В то время жил уже на искусственной почке. Умер 9 февраля 1984 года от отказа обеих почек.

## Константин Устинович Черненко (1984—1985)

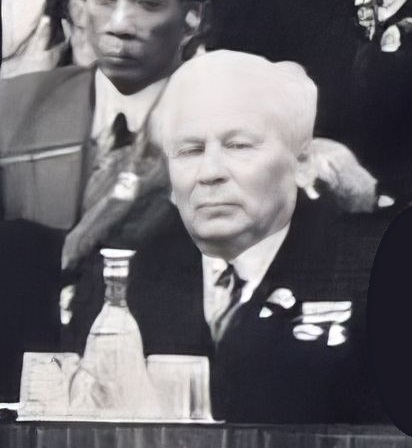
К. Черненко

На следующий день после кончины Андропова 10 февраля 1984 года началось внеочередное заседание Политбюро. Как и в ноябре 1982, после смерти Брежнева, заседанию предшествовали неофициальные встречи между членами Политбюро. Все решилось на переговорах четвёрки: Устинов, Черненко, Громыко, Тихонов.
На этих переговорах, к удивлению собравшихся, Андрей Громыко сразу же начал зондировать почву с целью заполучить пост генерального секретаря. Пытаясь предотвратить такое развитие событий, Устинов предложил на этот пост Черненко. Эта кандидатура устроила всех.
Кандидатура молодого Горбачёва тогда всерьёз не рассматривалась: партийные старейшины резонно опасались, что тот, придя к высшей власти, может быстро распрощаться с ними. А сам Горбачёв после смерти Андропова в беседе с Устиновым предложил ему стать генсеком, обещав его поддержать, но Устинов отказался: «Я уже в возрасте и болезней много. Пусть тянет Черненко». Через два месяца Горбачёв займёт де-факто позицию второго секретаря ЦК.
13 февраля 1984 года Черненко был избран Генеральным секретарём ЦК КПСС. В политике Черненко пытался вернуться после Андропова к брежневскому стилю. Благожелательно отзывался о Сталине, чтил его заслуги, но на реабилитацию не хватило времени. Восстановил в партии В. М. Молотова.
С конца 1984 года из-за тяжёлого заболевания редко приезжал на работу, в присутственные дни проводил в кабинете не более двух-трёх часов. На работу привозили в больничной коляске. Говорил с трудом. Последние месяцы жизни Черненко лежал в больнице, но, когда было нужно, его переодевали, сажали за стол, и он изображал перед телекамерами активную общественно-политическую деятельность.
Черненко скончался 10 марта 1985 года. Его похороны на Красной площади состоялись 13 марта, то есть через два дня после смерти. Примечательно, что и Брежнева, и Андропова хоронили через четыре дня после кончины.

## Михаил Сергеевич Горбачёв (1985—1991)

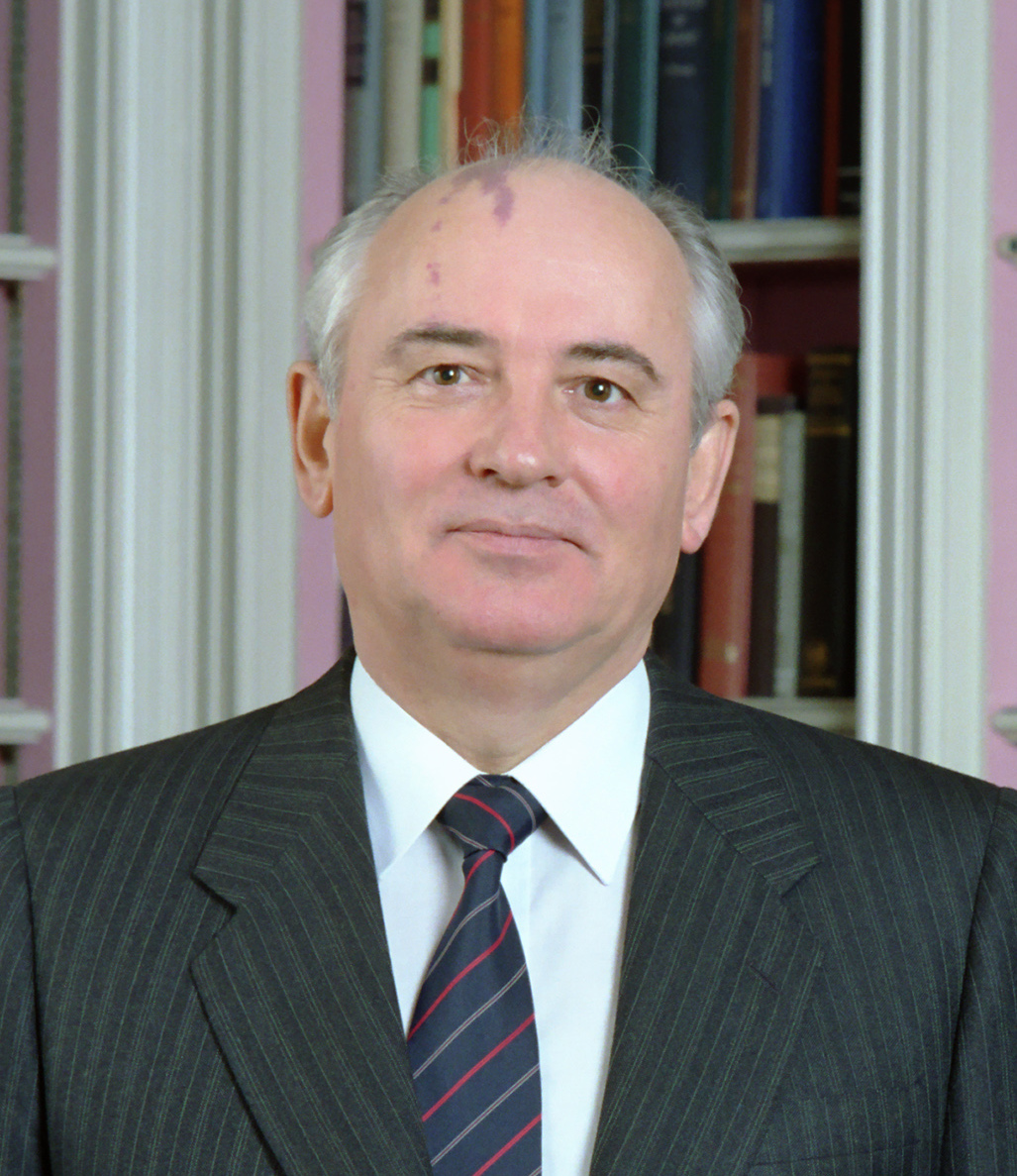
М. Горбачёв

### Михаил Сергеевич Горбачёв — генеральный секретарь ЦК КПСС

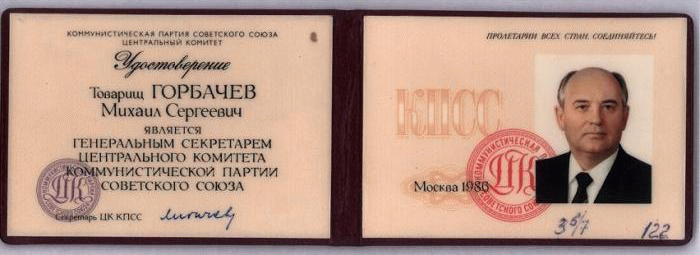
Удостоверение Генерального секретаря
ЦК КПСС М. С. Горбачёва, выданное в 1986 году

После смерти Черненко в марте 1985 года вопрос о новом генсеке был решён быстро. Консультации по этому вопросу прошли сразу же после получения скорбного известия. Известно, что наиболее активно занимался консультациями министр иностранных дел Громыко, настойчиво ратовавший за избрание генсеком Горбачёва.
Громыко сыграл ключевую роль в выдвижении Горбачёва на пост Генерального секретаря ЦК, вступив в тайные переговоры с его сторонниками Яковлевым и Примаковым через своего сына, директора Института Африки Ан. А. Громыко. В обмен на поддержку кандидатуры Горбачёва Громыко получил обещание занять пост Председателя Президиума Верховного Совета СССР. 11 марта 1985 года на заседании Политбюро ЦК КПСС, решавшем вопрос о кандидатуре Генерального секретаря вместо умершего Черненко, Громыко предложил избрать Горбачёва. В тот же день с этим предложением, консолидированным со старой гвардией руководителей, он выступил на Пленуме ЦК.
Потенциальными соперниками Горбачёва были секретарь ЦК Григорий Романов и первый секретарь Московского горкома партии Виктор Гришин. Однако соперничество с их стороны практически не вышло за рамки предварительных консультаций. Щербицкий не присутствовал 11 марта на заседании Политбюро, обсуждавшем кандидатуру нового генсека, в связи с пребыванием в США . Через три месяца после избрания Горбачёва генсеком Романов был отправлен на пенсию «в связи с состоянием здоровья». В течение последующих полутора лет своих должностей лишились Гришин и Кунаев.

### Избрание Михаила Горбачёва Председателем ВС СССР
Первые три с половиной года своего пребывания у власти Горбачёв ограничивал свои амбиции лидера постом генерального секретаря ЦК КПСС. Однако осенью 1988-го он вслед за Брежневым, Андроповым и Черненко решил совместить высший партийный пост с высшим государственным. Для реализации этого замысла срочно был отправлен на пенсию Громыко, являвшийся с июля 1985 года председателем Президиума Верховного Совета СССР.

### Избрание Михаила Горбачёва Президентом СССР и отмена монополии КПСС на власть
В марте 1990 года Горбачёв на Пленуме ЦК КПСС выступил с предложением об исключении из ст. 6 Конституции СССР положения о руководящей роли партии в жизни советского общества. Пост президента СССР в марте 1990 года вводился под Горбачёва и явился, если так можно выразиться, знаковым: его учреждение ознаменовало крупные преобразования в политической системе, связанные, прежде всего, с отказом от конституционного признания руководящей роли КПСС в стране.
XXVIII съезд КПСС (июль 1990) установил, что генеральный секретарь избирается непосредственно съездом, а не пленумом ЦК КПСС, как это было ранее.

### Должность заместителя Генерального секретаря

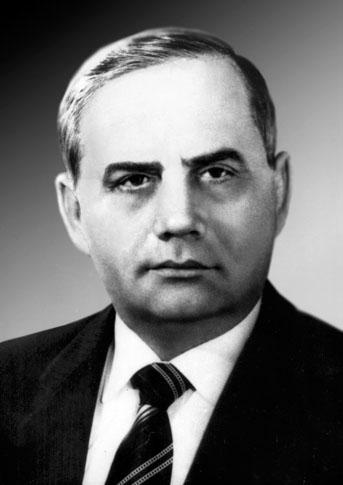
В. Ивашко

В 1990—1991 гг. существовала должность заместителя Генерального секретаря ЦК КПСС. Единственным человеком, занимавшим этот пост, был В. А. Ивашко, который теоретически замещал Генерального секретаря. В ходе событий августа 1991 г. заместитель Генерального секретаря ЦК КПСС был фактически лишён возможности исполнять обязанности находившегося в Форосе под домашним арестом Горбачёва, не проявив себя никакими действиями.

### Запрет КПСС и упразднение поста генсека
События 19—21 августа 1991 года закончились провалом и самороспуском ГКЧП, и эти события предопределили запрет КПСС.
23 августа 1991 года до обеда Горбачёв выступил на сессии Верховного Совета РСФСР, где встретил холодный приём. Несмотря на его возражения, Президент РСФСР Борис Ельцин прямо в зале подписал Указ о приостановлении деятельности Коммунистической партии РСФСР. Этот указ воспринимался как указ о роспуске организационных структур КПСС.
В тот же день, в соответствии с решением Президента СССР, Генерального секретаря ЦК КПСС Горбачёва и на основании распоряжения мэра Москвы Попова, с 15 часов была прекращена работа в зданиях ЦК КПСС и весь комплекс зданий ЦК КПСС был опечатан. По мнению Роя Медведева, именно эта резолюция, а не указ Ельцина, в котором речь шла только о Компартии РСФСР, позволила начать разгром центральных органов КПСС.
24 августа 1991 года в значительной степени под давлением Попова и Лужкова, приглашённых в Кремль к генсеку, Михаил Горбачёв сложил с себя обязанности Генерального секретаря ЦК КПСС и распустил ЦК КПСС.
В тот же день Горбачёв в качестве Президента СССР подписал Указ, где указано: «Советам народных депутатов взять под охрану имущество КПСС».
25 августа всё принадлежащее КПСС имущество было объявлено государственной собственностью РСФСР. Указ начинается словами: «В связи с роспуском ЦК КПСС…».
29 августа Верховный Совет СССР своим постановлением приостановил деятельность КПСС на всей территории СССР, а президент РСФСР своим указом от 6 ноября 1991 года окончательно прекратил деятельность КПСС и её российской республиканской организации — КП РСФСР на территории республики. Но 30 ноября 1992 года Конституционный Суд РФ признал неконституционным роспуск первичных организаций КПСС — КП РСФСР.

## Соотношение партийных и государственных постов
Партийные лидеры, как правило, занимали дополнительно и один из высших государственных постов. Ленин (с 1917 года), Сталин (с 1941 года) и Хрущёв (с 1958 года) возглавляли правительство — Совет народных комиссаров, позднее переименованный в Совет Министров. Сталин, совмещая партийную и государственную должность, в печати и официальных документах чаще выступал в «государственном» качестве. Сталин был избран генеральным секретарём ЦК 3 апреля 1922 года, оставаясь на этом посту до октября 1952. После октябрьского пленума ЦК Сталин стал лишь одним из секретарей партии, сохранив за собой должность Председателя Совета Министров СССР, должность же генерального секретаря упразднялась. Формальный пост лидера партии (которая в октябре 1952 года была переименована из ВКП(б) в КПСС) был восстановлен лишь в 1953 году, спустя полгода после смерти Сталина. На этот пост был избран Хрущёв, фактически возглавивший партийный аппарат ещё в марте, но до сентября 1953 на заседаниях Президиума ЦК КПСС председательствовал не он, а Георгий Маленков, возглавлявший Совет министров. Именно Маленкова многие источники считают фактическим руководителем СССР в тот момент. В дальнейшем Маленков утратил свои позиции в борьбе с Хрущёвым, и с тех пор именно лицо, занимавшее пост Первого секретаря ЦК КПСС (впоследствии пост был снова переименован в Генерального секретаря), и являлось политическим лидером СССР.
 Традиция совмещения руководства партией с самой высшей государственной должностью началась со второй половины правления Брежнева, который летом 1977 года стал Председателем Президиума Верховного Совета. Такой же пост занимали Андропов и Черненко. Горбачёв же стал формальным главой государства только спустя три с половиной года после избрания генсеком. После введения поста Президента СССР Горбачёв предпочитал упоминание именно этой должности, посту генерального секретаря.
| ФИО и годы правления       | Должности |
| -------------------------- | --- |
| Сталин И. В. (1924—1953)   | Генеральный секретарь ЦК РКП(б) (3.04.1922—1925), с 1925 по октябрь 1952 — ЦК ВКП(б). После смерти Ленина (21.01.1924) к нему постепенно перешло лидерство в партии и государстве. Председатель Совета Народных Комиссаров СССР (6.05.1941—15.03.1946), Председатель Совета Министров СССР (19.03.1946—5.03.1953) |
| Маленков Г. М.             | С 5 по 14 марта 1953 года совмещал посты секретаря ЦК КПСС и Председателя Совета Министров СССР. |
| Хрущёв Н. С. (1953—1964)   | Первый секретарь ЦК КПСС (13.09.1953—14.10.1964), Председатель Совета Министров СССР (27.03.1958—15.10.1964). |
| Брежнев Л.И. (1964—1982)   | Первый секретарь ЦК КПСС (14.10.1964—8.04.1966), Генеральный секретарь ЦК КПСС (8.04.1966—10.11.1982), Председатель Президиума Верховного Совета СССР (16.06.1977—10.11.1982). |
| Андропов Ю. В. (1982—1984) | Генеральный секретарь ЦК КПСС (12.11.1982—9.02.1984), Председатель Президиума Верховного Совета СССР (16.06.1983—9.02.1984) |
| Черненко К. У. (1984—1985) | Генеральный секретарь ЦК КПСС (13.02.1984—10.03.1985), Председатель Президиума Верховного Совета СССР (11.04.1984—10.03.1985) |
| Горбачёв М. С. (1985—1991) | Генеральный секретарь ЦК КПСС (11.03.1985—24.08.1991; 14 марта 1990 года отменена 6-я статья конституции и КПСС перестала официально считаться руководящей силой, но при этом оставалась правящей партией до событий августа 1991 года), Председатель Президиума Верховного Совета СССР (1.10.1988—25.05.1989), Председатель Верховного Совета СССР (25.05.1989—15.03.1990), Президент СССР (15.03.1990—25.12.1991). |